# Schorpioenvliegen (familie)
De eigenlijke schorpioenvliegen (Panorpidae) zijn een familie van insecten die behoren tot de orde Mecoptera (Schorpioenvliegachtigen). Wereldwijd zijn ongeveer 500 soorten beschreven, verdeeld over een vijftal geslachten.
De groep  behoort tot de oudste insectenordes die een volledige gedaanteverwisseling bezitten.

## Kenmerken
Kenmerkend voor sommige schorpioenvliegen is het tangvormig orgaan dat mannetjes aan het achterlijf hebben, dat omhoog gekruld wordt gedragen en dat daarom enigszins doet denken aan de staart van een schorpioen, maar geen angel heeft en verder volkomen ongevaarlijk is. Het insect gebruikt het alleen bij de paring. De vleugels zijn vaak gevlekt. De lichaamslengte varieert van 0,9 tot 2,5 cm.

## Leefwijze
Schorpioenvliegen zijn roofinsecten, die naast dode insecten en ander aas, ook worden aangetrokken door plantaardig voedsel.

## Verspreiding en leefgebied
Panorpa communis komt algemeen voor in Nederland en België; meestal kan hij worden gevonden op lage vegetatie op wat vochtige, beschaduwde plekken. De familie zelf komt voor op het noordelijk halfrond in bossen en struwelen, tussen begroeiing.

## Taxonomie
De familie kent de volgende geslachten en soorten (niet compleet) :
- Furcatopanorpa - Ma & Hua, 2011[2]
  - Furcatopanorpa longihypovalva - (Hua and Cai, 2009)[3]
- Leptopanorpa
- Neopanorpa
- Panorpa
- Sinopanorpa
- Austropanorpa  †

## In Nederland voorkomende soorten
- Panorpa
  - Panorpa alpina - (Bergschorpioenvlieg)
  - Panorpa cognata - (Roodkopschorpioenvlieg)
  - Panorpa communis - (Gewone Schorpioenvlieg)
  - Panorpa germanica - (Duitse Schorpioenvlieg)
  - Panorpa vulgaris - (Weideschorpioenvlieg)